# Енн Голландер
Енн Гелен Голландер (англ. Anne Hollander; 16 жовтня 1930, Клівленд — 6 липня 2014, Мангеттен) — американська історикиня, чиї праці представляють новаторські бачення в історії моди та костюму та їх зв'язок з мистецтвом.

## Раннє життя та освіта
Енн Голландер народилася в Клівленді, штат Огайо. Вона була єдиною дитиною в сім'ї піаніста та музичного історика Артура Лоеззера та його дружини Джейн Бассет, скульпторки. Мати Голландер навчила її шити та робити власний одяг. Голлендер отримала ступінь з історії мистецтва в коледжі Барнарда, Нью-Йорк, у 1952 році.

## Кар'єра
Енн Голандер потрапила в академічні кола, але ніколи не вступила до коледжу чи університетського факультету. Вона стала незалежною вченою, досліджувала та писала історію моди та костюму. Її праці були як ерудованими, так і оригінальними, даючи нові перспективи щодо сфер, які раніше не розглядалися або вважалися неважливими. Її перша книга «Дивлячись крізь одяг» (1978; перевидана 1993 р.), Де вона наполягала на розмові про тканину та драпірування, перш ніж говорити про одяг. Голландер описує взаємозв'язок між одягом і мистецтвом так: «У цивілізації, що створює картини, діючі конвенції живопису демонструють те, що є природним у людських поглядах; і лише вимірюючи їх, внутрішнє око відчуває задоволення та одягнене» я «досягає затишку та краси». І вона поширює пункт на концепцію оголеного тіла: «Можна показати, що відображення оголеної в мистецтві зазвичай випливає із тієї форми, в якій задумана одягнена фігура. Це співвідношення в свою чергу демонструє, що і сприйняття, і самосприйняття наготи залежить від почуття одягу — і одягу, зрозумілого через середовище візуальної конвенції». «Таким чином, всі нюанси мистецтва з моменту початку сучасної моди носять привидів відсутнього одягу — іноді добре помітних привидів». У своїй другій книзі «Рухомі картини» (1991) Голландер розділила картини після 1500 з Європи та США на кінематографічну та некінематографічну. У «Сексі та костюмах» (1994) вона проаналізувала чоловічий костюм та його функції. У 2002 році Голландер допомогла організувати виставку «Тканина зору: сукня та драпірування в живописі» в Національній галереї в Лондоні, для якої вона написала каталог. Її інтерес, як і до інших творів, де вона вважала живопис, полягав не в техніках, які використовували художники для змалювання одягу, а в тому, що ці зображення показали про мінливе уявлення про людське тіло під ним. Теза Голландер завжди полягала в тому, що одяг виявляє більше, ніж приховує. Вона дотримувалася цього погляду, навіть коли розглядала буржу, яку носять мусульманські жінки, і як вона розкриває багато деталей, якщо придивитися уважно. Починаючи з 1970-х Голландер була регулярним рецензентом на «The New Republic», «London Review of Books», «New York Review of Books», та інші періодичні видання, а наприкінці 1990-х вона була оглядачем моди на «Slate». Вона була співробітником Нью-Йоркського інституту гуманітарних наук Нью-Йорка та була президентом «PEN American Center».

## Особисте життя
Голландер одружилася з поетом Джоном Голландером у 1953 році. Вони розлучилися у 1977 році. У них дві дочки: Марта Голландер, поетеса та історик мистецтва, та Елізабет Голландер, літературознавиця. У 1979 році Голландер одружилася з філософом Томасом Нагелем. Нагель прокоментував прискіпливу увагу дружини до деталей про її власну зовнішність: «Вона думала, що це мистецтво», — сказав він, додавши, що вона вважає, що люди повинні перевіряти їх зовнішність з усіх ракурсів: «Вона думала, що завжди слід використовувати подвійне дзеркало перед собою».

## Смерть
Голландер померла від раку в своєму будинку на Манхеттені. На момент смерті вона працювала над книгою про костюм у літературі, від Гомера до сьогодення.

## Публікації
- Seeing through clothes. Viking, 1978. ISBN0670631744
- Moving pictures. Cambridge, Harvard University Press, 1991. ISBN0674588282
- Sex and suits. New York, Knopf, 1994. ISBN0679430962
- Feeding the eye: Essays. University of California Press, 2000. ISBN0520226593
- Fabric of vision: Dress and drapery in painting. National Gallery, London, 2002. ISBN1857099079